# Johann Lengoualama
Johann Diderot Lengoualama Boukamba (* 29. září 1992, Moanda) je gabonský fotbalový útočník a reprezentant. V současnosti působí v marockém klubu RS Berkane.

## Klubová kariéra
V Gabonu hrál za klub AS Mangasport Moanda. V roce 2013 odešel do marockého týmu DH El Jadida. V lednu 2015 změnil znovu dres, přestoupil do marockého RS Berkane.

## Reprezentační kariéra
Johann Lengoualama debutoval v A-mužstvu gabonské reprezentace v roce 2012.
Zúčastnil se Afrického poháru národů 2015 v Rovníkové Guineji.